# Irman Ferraz Correia
Irman Ferraz Corrêa (Porto Murtinho, 1927) é um advogado, pecuarista, militar e político brasileiro, tendo sido prefeito de Três Lagoas.
Filho de José  Paula Correa e Deolina Ferraz Correa. Militar reformado como especialista de voo da Força Aérea Brasileira, possui desse órgão a Comenda Mérito Santos Dumont e a Marechal Mascarenhas de Morais por parte da Associação dos Veteranos da Força Expedicionária Brasileira.
Foi indicado pelo Exército e aprovado pelo Ministro do Interior pela Portaria 1026 de 11 de fevereiro de 1971 para ser coordenador de área do Projeto Rondon. Nessa função, alcançou muita popularidade, sendo eleito vereador em 1972 e, em janeiro de 1973, feito presidente da Câmara Municipal de Três Lagoas.
Nesse mesmo ano, terminava o mandato conferido pelo povo ao antão prefeito João Dantas Filgueiras e ao seu vice. De acordo com a Constituição do período militar, assumiu como prefeito titular o presidente da Câmara. Assim, foi empossado Irman Ferraz Corrêa ainda no mês de janeiro de 1973.
Liberou verbas para evitar o fechamento da Escola Técnica de Pontes e Estradas Marechal Rondon, dirigida por Cleto Mendonça, e aumentou o aterramento da primeira lagoa onde se localizava o antigo Clube Nipo.
Em um curto período de aproximadamente quarenta e cinco dias de administração, houve muito estardalhaço, uma vez que o governo militar fez de Três Lagoas Área de Segurança Nacional. Assim, os cidadãos do município perderam o direito de eleger seus prefeitos. 